# Nadine de Klerk
Nadine de Klerk (* 16. Januar 2000 in Pretoria, Südafrika) ist eine südafrikanische Cricketspielerin die seit 2017 für die südafrikanische Nationalmannschaft spielt.

## Aktive Karriere
Ihr Debüt in der Nationalmannschaft gab sie im Mai 2017 bei einem heimischen Vier-Nationen-Turnier gegen Indien. Im Februar 2018 absolvierte sie auch ihr Debüt im WTwenty20-Cricket bei der Tour gegen Indien. In der Folge kam sie jeweils zu vereinzelten Einsätzen im Nationalteam. In der WTwenty20-Serie gegen Sri Lanka im Februar 2019 erreichte sie 3 Wickets für 27 Runs. Im Oktober folgten ebenfalls in den WTwenty20s in Indien 3 Wickets für 18 Runs. Daraufhin wurde sie für den ICC Women’s T20 World Cup 2020 nominiert und erzielte dort unter anderem 3 Wickets für 19 Runs im Halbfinale gegen Australien. Nach dem Turnier erhielt sie einen Vertrag mit dem südafrikanischen Verband. Auch erhielt sie einen Vertrag für die Brisbane Heat in der Women’s Big Bash League 2020/21. Im März 2021 gelangen ihr drei Wickets (3/35) in der WODI-Serie in Indien, ebenso wie im September in den West Indies (3/33). Im Sommer 2022 absolvierte sie in England ihren ersten WTest. Bei den Commonwealth Games 2022 gelangen ihr dann 3 Wickets für 7 Runs gegen Sri Lanka. Beim ICC Women’s T20 World Cup 2023 war ihre beste Leistung 28* Runs gegen Neuseeland.